# Ioana Bulcă

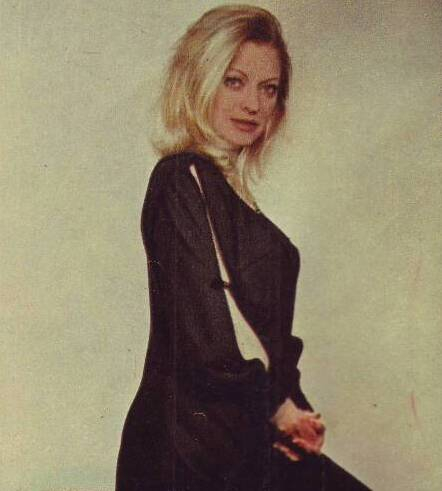
Ioana Bulcă

Ioana Bulcă (cunoscută și ca Ioana Bulcă-Diaconescu; n. 7 ianuarie 1936, Podari, Dolj, România – d. 9 iulie 2025) a fost o actriță română de film, teatru și televiziune.

## Studii
La Sibiu a urmat școala primară și Liceul Teoretic. Și pentru că visul cel mai mare pe care-l avea era acela de a deveni actriță, concomitent cu liceul, urmează și cursurile Școlii Populare de Artă, secțiile Canto (pentru că părinții și-ar fi dorit să devină cântăreață de operă) și Artă dramatică. La examenul de absolvire a Școlii Populare de Artă, în 1952, joacă rolul Luisei din „Intrigă și iubire”, avându-l ca partener pe Ion Besoiu. În 1953 intră la Institutul de Artă Teatrală și Cinematografică București, clasa lui Ion Finteșteanu, pe care-l absolvă în 1957.

## Activitatea profesională
După absolvire este repartizată la Teatrul Național din Craiova iar în 1958 intră, prin concurs, la Teatrul Național din București.
Debutul în film are loc în anul 1955, în perioada studenției, în filmul lui Victor Iliu „Moara cu noroc”. Piese de teatru: IATC, „Casandra”, roluri de absolvire: Ruxandra- „Trei generații” de Lucia Demetrius (cu care de altfel și debutează în teatru), regia Ion Finteșteanu, 1956; Solveig- „Peer Gynt” de Henrik Ibsen, regia Dinu Cernescu, 1957. Teatrul Național București (din 1959): Marianne- „Tartuffe” de Moliére, regia Ion Finteșteanu, 1960, Mitte Kremnitz- „Eminescu” de Mircea Ștefănescu, regia Sică Alexandrescu, 1964, Ileana Cosânzeana- „Înșir’te mărgărite” de Victor Eftimiu, regia Miron Nicolescu, 1964, Georgeta- „Enigma Otiliei” de George Călinescu, regia Ion Cojar, 1968, Nicole Martois- „Un fluture pe lampă” de Paul Everac, regia Horea Popescu, 1972, Ancuța- „Apus de soare” de Barbu Ștefănescu-Delavrancea, regia Marietta Sadova, 1973, Elisabeth- „Richard al III-lea” de W. Shakespeare, regia Horea Popescu, 1976, Colette Duduleanu- „Gaițele” de Al. Kirițescu, regia Horea Popescu, 1977, Berta – „Cartea lui Ioviță” de Paul Everac, regia Paul Everac, 1981, Didina Mazu- „D-ale carnavalului” de I.L.Caragiale, regia Sanda Manu, 1984, Felice- „Bădăranii” de Carlo Goldoni, regia Victor Moldovan, 1988, Hecuba – „Troienele” („Trilogia antică), regia Andrei Șerban, 1990, Înălțimea sa – „Cabinierul”- Ronald Harwood, regia Ion Cojar, 1991, Bélise – „Femeile savante” de Moliére, regia Lucian Giurchescu, 1997, Lotta Bainbridge- „Așteptând la Arlechin” de Noel Coward, regia Ion Cojar, 2007. 
Cu „Trilogia antică” (TNB) participă la Festivalurile de la Sao Paolo, Edinburgh, Paris, Milano și Salzburg.

## Filmografie
- La „Moara cu noroc” (1957) - Ana
- Portretul unui necunoscut (1960)
- Mîndrie (1961)
- Fantomele se grăbesc (1966)
- Zodia Fecioarei (1967) - Midia
- Răutăciosul adolescent (1969)
- Mihai Viteazul (1971) - Doamna Stanca
- Atunci i-am condamnat pe toți la moarte (1972)
- Astă seară dansăm în familie (1972) - Blonda
- Das Geheimnis der Anden (1972) - Kate Homefield (serial TV)
- Ciprian Porumbescu (1973) - Tereza Kanitz
- Scorpia (1973) - film TV
- Cantemir (1975) - Doamna Casandra
- Mușchetarul român (1975) - Doamna Casandra
- Burebista (1980) - Magna Mater Midia
- Șantaj (1981)
- Întoarcere la dragostea dintîi... (1981)
- Lovind o pasăre de pradă (1983)
- Bunicul și o biată cinste (1984)
- Restul e tăcere (2008) - Aristizza

## Participări la festivaluri în străinătate
- Festivalul Internațional al Filmului de la Moscova, „Răutăciosul adolescent” (1970);
- „Mihai Viteazul” (1972);
- Face parte din delegația română invitată la Festivalul „Sommerfilmtage”, RDG (1972 și 1973);
- Invitată de onoare a Festivalului Internațional al Filmului de la San Sebastian (1973);
- Face parte din delegațiile prezentând filmul românesc la: Copenhaga, Paris, Praga, Roma, Napoli, Leningrad.

## Premii și decorații
- Premiul pentru cea mai bună interpretare feminină pentru rolul Doamna Stanca în „Mihai Viteazul”, r.Sergiu Nicolaescu acordat de UCIN (1971)
- Medalia „Centenarul Cinematografului Românesc 1896-1996” pentru contribuția la progresul cinematografiei naționale, acordat de UCIN (1996)
- Medalia de aur, a Centrului Național al Cinematografiei (CNC), pentru rolul Doamna Stanca, cu ocazia împlinirii a 400 de ani de la Unirea din 1600 (2000)
- Premiul de excelență pentru contribuția deosebită la afirmarea filmului românesc conferită de Centrul Național al Cinematografiei (2002)
- Artistă de onoare a filmului românesc pentru contribuția la gloria artei și culturii naționale, conferit de M.C.C.; Medalia Aniversară (1852-2002) cu prilejul împlinirii a 150 de ani de la aprinderea luminilor în Teatrul cel Mare, conferită de Teatrul Național (2001)
- Titlul de Societar de Onoare al Teatrului Național „I.L.Caragiale” (2002)
- Ordinul „Meritul Cultural” în grad de Cavaler, Categoria D - "Arta Spectacolului", „în semn de apreciere a întregii activități și pentru dăruirea și talentul interpretativ pus în slujba artei scenice și a spectacolului”. [5] (2004)
- Diplomă de Onoare a Universității Naționale de Artă Teatrală și Cinematografică „I.L.Caragiale” București, la împlinirea a 50 de ani de la absolvirea IATC (2007)
- Premiul de excelență pentru întreaga activitate la „Festivalul Internațional de Film Transilvania”, la Sibiu, Capitala Culturală a Europei 2007 (2007)
- Medalia aniversară (1963-2008) a Uniunii Cineaștilor din România, „pentru merite în cinematografia națională”;
- Premiul pentru întreaga carieră la Festivalul Internațional de Film B-EST (2008)
- Premiul Gopo pentru „cea mai bună actriță a anului 2008”, pentru rolul Aristizza Romanescu din „Restul e tăcere”, r. Nae Caranfil (2009)

Membru fondator al Uniunii Cineaștilor din România; Membru UNITER;